# 9262 Bordovitsyna
9262 Bordovitsyna è un asteroide della fascia principale. Scoperto nel 1973, presenta un'orbita caratterizzata da un semiasse maggiore pari a 2,5840796 UA e da un'eccentricità di 0,1404059, inclinata di 15,83293° rispetto all'eclittica.